# Distribució de Laplace asimètrica envoltada
En la teoria de la probabilitat i l'estadística direccional, una distribució de Laplace asimètrica envoltada és una distribució de probabilitat envoltada que resulta de l'"embolicament" de la distribució de Laplace asimètrica al voltant del cercle unitari. Per al cas simètric (paràmetre d'asimetria κ=1), la distribució es converteix en una distribució de Laplace embolicada. La distribució de la relació de dues variables circulars (Z) de dues distribucions exponencials embolcallades diferents tindrà una distribució de Laplace asimètrica embolicada. Aquestes distribucions troben aplicació en el modelatge estocàstic de dades financeres.

## Definició
La funció de densitat de probabilitat de la distribució de Laplace asimètrica envoltada és:
{\displaystyle {\begin{aligned}f_{WAL}(\theta ;m,\lambda ,\kappa )&=\sum _{k=-\infty }^{\infty }f_{AL}(\theta +2\pi k,m,\lambda ,\kappa )\\[10pt]&={\dfrac {\kappa \lambda }{\kappa ^{2}+1}}{\begin{cases}{\dfrac {e^{-(\theta -m)\lambda \kappa }}{1-e^{-2\pi \lambda \kappa }}}-{\dfrac {e^{(\theta -m)\lambda /\kappa }}{1-e^{2\pi \lambda /\kappa }}}&{\text{if }}\theta \geq m\\[12pt]{\dfrac {e^{-(\theta -m)\lambda \kappa }}{e^{2\pi \lambda \kappa }-1}}-{\dfrac {e^{(\theta -m)\lambda /\kappa }}{e^{-2\pi \lambda /\kappa }-1}}&{\text{if }}\theta <m\end{cases}}\end{aligned}}}
on {\displaystyle f_{AL}} és la distribució asimètrica de Laplace. El paràmetre angular està restringit a {\displaystyle 0\leq \theta <2\pi }. El paràmetre d'escala és {\displaystyle \lambda >0} que és el paràmetre d'escala de la distribució sense embolicar i {\displaystyle \kappa >0} és el paràmetre d'asimetria de la distribució sense embolcall.
La funció de distribució acumulada {\displaystyle F_{WAL}} és per tant:
{\displaystyle F_{WAL}(\theta ;m,\lambda ,\kappa )={\dfrac {\kappa \lambda }{\kappa ^{2}+1}}{\begin{cases}{\dfrac {e^{m\lambda \kappa }(1-e^{-\theta \lambda \kappa })}{\lambda \kappa (e^{2\pi \lambda \kappa }-1)}}+{\dfrac {\kappa e^{-m\lambda /\kappa }(1-e^{\theta \lambda /\kappa })}{\lambda (e^{-2\pi \lambda /\kappa }-1)}}&{\text{if }}\theta \leq m\\{\dfrac {1-e^{-(\theta -m)\lambda \kappa }}{\lambda \kappa (1-e^{-2\pi \lambda \kappa })}}+{\dfrac {\kappa (1-e^{(\theta -m)\lambda /\kappa })}{\lambda (1-e^{2\pi \lambda /\kappa })}}+{\dfrac {e^{m\lambda \kappa }-1}{\lambda \kappa (e^{2\pi \lambda \kappa }-1)}}+{\dfrac {\kappa (e^{-m\lambda /\kappa }-1)}{\lambda (e^{-2\pi \lambda /\kappa }-1)}}&{\text{if }}\theta >m\end{cases}}}

## Funció característica
La funció característica del Laplace asimètric embolicat és només la funció característica de la funció de Laplace asimètrica avaluada en arguments enters:
{\displaystyle \varphi _{n}(m,\lambda ,\kappa )={\frac {\lambda ^{2}e^{imn}}{\left(n-i\lambda /\kappa \right)\left(n+i\lambda \kappa \right)}}}
que produeix una expressió alternativa per al PDF de Laplace asimètric embolicat en termes de la variable circular z=e i(θ -m) vàlida per a tots θ i m reals:
{\displaystyle {\begin{aligned}f_{WAL}(z;m,\lambda ,\kappa )&={\frac {1}{2\pi }}\sum _{n=-\infty }^{\infty }\varphi _{n}(0,\lambda ,\kappa )z^{-n}\\[10pt]&={\frac {\lambda }{\pi (\kappa +1/\kappa )}}{\begin{cases}{\textrm {Im}}\left(\Phi (z,1,-i\lambda \kappa )-\Phi \left(z,1,i\lambda /\kappa \right)\right)-{\frac {1}{2\pi }}&{\text{if }}z\neq 1\\[12pt]\coth(\pi \lambda \kappa )+\coth(\pi \lambda /\kappa )&{\text{if }}z=1\end{cases}}\end{aligned}}}
on {\displaystyle \Phi ()} és la funció transcendent de Lerch i coth() és la funció cotangent hiperbòlica.